# Ар (Лимузен)
Ар (фр. Ars, окс. Arç или Arcs) — коммуна во Франции, находится в регионе Лимузен. Департамент коммуны — Крёз. Входит в состав кантона Сен-Сюльпис-ле-Шан. Округ коммуны — Обюссон.
Код INSEE коммуны — 23007.

## Население
Население коммуны на 2010 год составляло 260 человек.
| 1962 | 1968 | 1975 | 1982 | 1990 | 1999 | 2010 |
| ---- | ---- | ---- | ---- | ---- | ---- | ---- |
| 397  | 336  | 265  | 250  | 247  | 246  | 260  |

## Экономика
В 2010 году среди 145 человек трудоспособного возраста (15—64 лет) 95 были экономически активными, 50 — неактивными (показатель активности — 65,5 %, в 1999 году было 64,9 %). Из 95 активных жителей работали 86 человек (46 мужчин и 40 женщин), безработных было 9 (5 мужчин и 4 женщины). Среди 50 неактивных 14 человек были учениками или студентами, 19 — пенсионерами, 17 были неактивными по другим причинам.